# Emil Harless
Emil Harleß, född 22 oktober 1820 i Nürnberg, Tyskland, död 16 februari 1862 i München, var en tysk fysiolog, som 1849 blev extra ordinarie och 1857 ordinarie professor i fysiologi vid Münchens universitet. Han publicerade en mängd specialundersökningar i fysiologi, anatomi och histologi.

## Biografi
Harleß var son till Nürnberghandlaren Johann Felix Tobias Harleß och bror till teologen Adolf Harleß och sonson till humanisten Gottlieb Christoph Harleß. Han studerade medicin, fysik och kemi i Berlin och Würzburg och disputerade i Erlangen 1846. Han experimenterade med salpeter i djurförsök, som Johann Ferdinand Heyfelder använde från den 27 mars 1847 för anestesi hos människor. Tillsammans med Ernst von Bibra misstänkte han 1847 att eter delvis löser upp fettkomponenter i centrala nervsystemet och dessa deponeras sedan i levern. Efter sin habilitering i München År 1848 blev han docent i fysiologi där 1849. År 1852 utnämndes han till föreståndare för universitetets fysiologiska kabinett och 1857 till professor.